# New York University College of Dentistry
Le College of Dentistry est l'une des quatorze écoles de l'Université de New York (New York University, ou NYU). Elle fut fondée en 1865 et représente la troisième plus ancienne école d'odontologie des États-Unis. Elle se trouve actuellement sur la Première Avenue entre les 24e et 25e rues, à côté de l'école de médecine de l'Université de New York. Sa bibliothèque, fondée en 1909, abrite 36 000 volumes et de nombreux documents multimédias

## Histoire
La faculté d'odontologie a été fondée en 1865 sous le nom de New York College of Dentistry. Elle fut intégrée au sein de l'Université de New York à partir de 1925. Troisième plus ancienne faculté dentaire des États-Unis, elle est également la plus importante du pays. En 1957, la faculté déménagea à son emplacement actuel sur la Première Avenue, dans le bâtiment qui prendra le nom de Weissman Clinical Science Building. En 1978, les travaux de construction du  Arnold and Marie Schwartz Hall of Dental Sciences prirent fin et, en 1987, l'université inaugura le Kriser Dental Center. En 2001, deux laboratoires de simulations précliniques ouvrirent pour former les étudiants aux techniques de pointe dans ce domaine. En 2002, la faculté a investi dans l'ouverture du Bluestone Center for Clinical Research, seul centre universitaire de recherche dentaire à offrir une capacité d'accueil pour garder les patients sous surveillance médicale. La même année vit l'inauguration du Rosenthal Institute for Aesthetic Dentistry, un centre de recherche sur l'odontologie cosmétique, qui héberge également le programme de formation continu en odontologie. Récemment, l'institut a d'ailleurs connu des déboires après les révélations sur Larry Rosenthal. Il a en effet été poursuivi à quatre reprises pour faute professionnelle et a perdu son droit d'exercer après avoir admis l'achat et la revente illégale de drogues, en grande quantité.
À l'automne 2005, la formation d'infirmerie a quitté la Steinhardt School of Education pour former la faculté d'infirmerie au sein du College of Dentistry.

## Équipements
Le College of Dentistry, qui se compose du Schwartz Hall of Dental Sciences et du Weissman Clinical Science Building, héberge toutes les cliniques de patients, les équipements de recherche et d'enseignement, et les bureaux administratifs. Les deux bâtiments regroupent 16 unités, composées chacune d'une salle d'attente, de bureaux, d'une salle de rayons X, d'une salle de réunion et de consultation. Ces équipements permettent de soigner plusieurs centaines de New-Yorkais chaque jour. Le campus d'odontologie de l'Université de New York comprend également le Central Dental Laboratory, la Milbank Special Care Clinic, le Dr. Saklad Auditorium et la Waldmann Memorial Library.

## La bibliothèque

La façade de l'Université New York College of Dentistry.

Le College of Dentistry abrite l'une des plus importantes bibliothèques en odontologie des États-Unis. La bibliothèque d'origine a été fondée en 1909, puis renommée la Waldmann Memorial Library en 1978. Cette bibliothèque regroupe près de 36 000 livres (notamment l'une des plus importantes collections de livres rares aux États-Unis, concernant l'odontologie), 440 revues professionnelles, une grande collection de CD-ROM et de documents audiovisuels. L'administration de la bibliothèque est actuellement en négociations avec le Manhattan Veterans Administration Hospital pour louer un nouvel espace plus moderne afin d'accueillir la bibliothèque.